# آكلات التوت الملونة

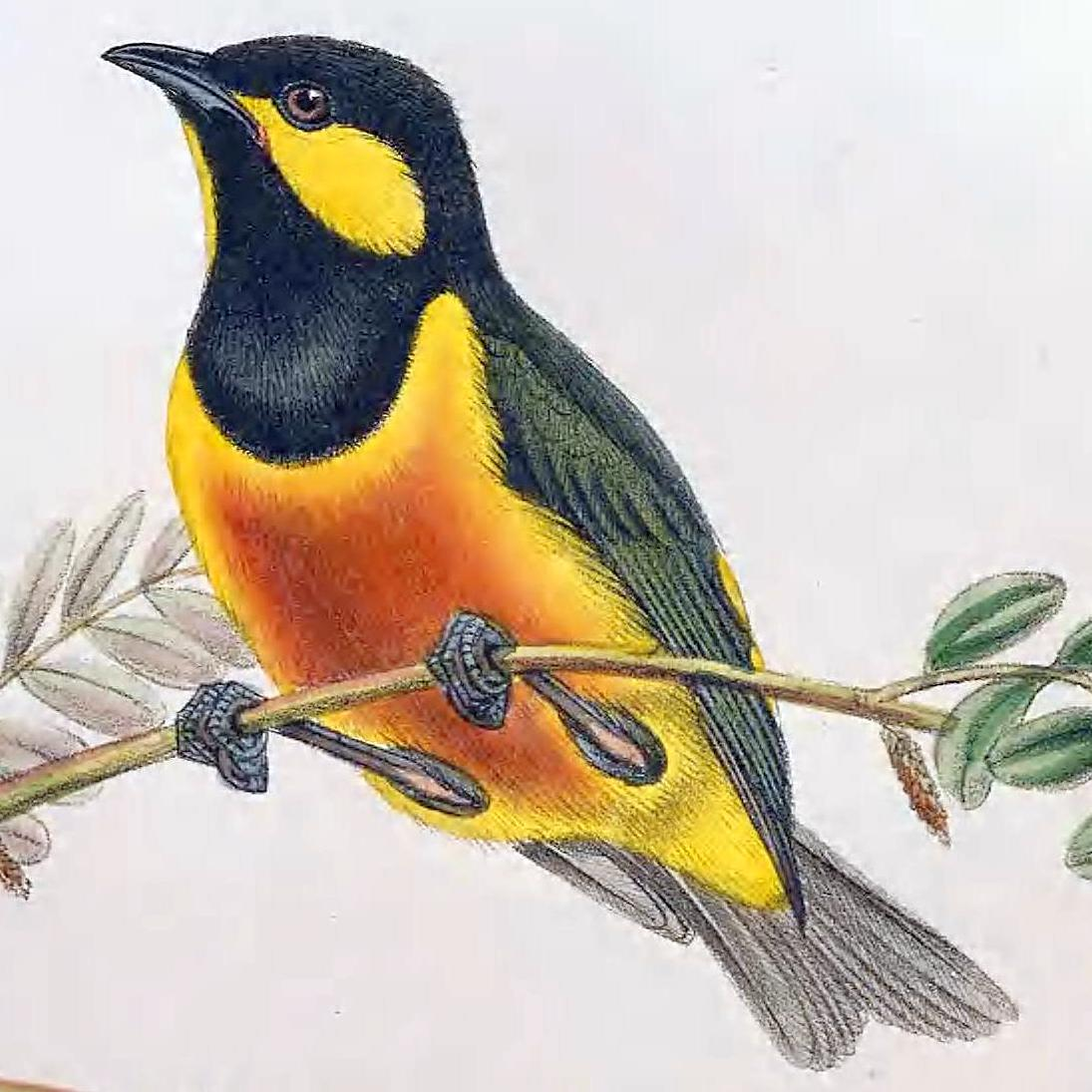
آكل التوت أصفر البطن

آكلات التوت الملونة (الإسم العلمي: Paramythiidae) هي عائلة طيور مغردة صغيرة تستوطن الغابات الجبلية في غينيا الجديدة. تتألف العائلة من نوعين من الطيور هما: آكل التوت أصفر البطن (الاسم العلمي: Oreocharis arfaki) و آكل التوت المتوج (الاسم العلمي: Paramythia montium). يتغذى آكل التوت على الفاكهة وأحيانا الحشرات.

## المواصفات
يتراوح طول آكل التوت بين 12 إلى 22 سم، أجنحته متوسطة الطول وعريضة نوعاً ما، عنقه قصير، جسمه ممتلئ و منقاره قصير أسود اللون. ذيل آكل التوت أصفر البطن قصير مربع الشكل بينما ذيل آكل التوت المتوج طويل. ريش آكل التوت أصفر البطن ملون باللونين الأصفر الزاهي والأخضر الزيتي يتخللهما القليل من اللون الأسود، بينما ريش آكل التوت المتوج يتميز بلونه الرمادي المزرق مع القليل من اللون الأبيض على قمة رأسه وجناحاه يتلونان باللون الزيتي. سمي آكل التوت المتوج بهذا الاسم بسبب العرف الموجود على قمة رأسه والقابل للانتصاب.

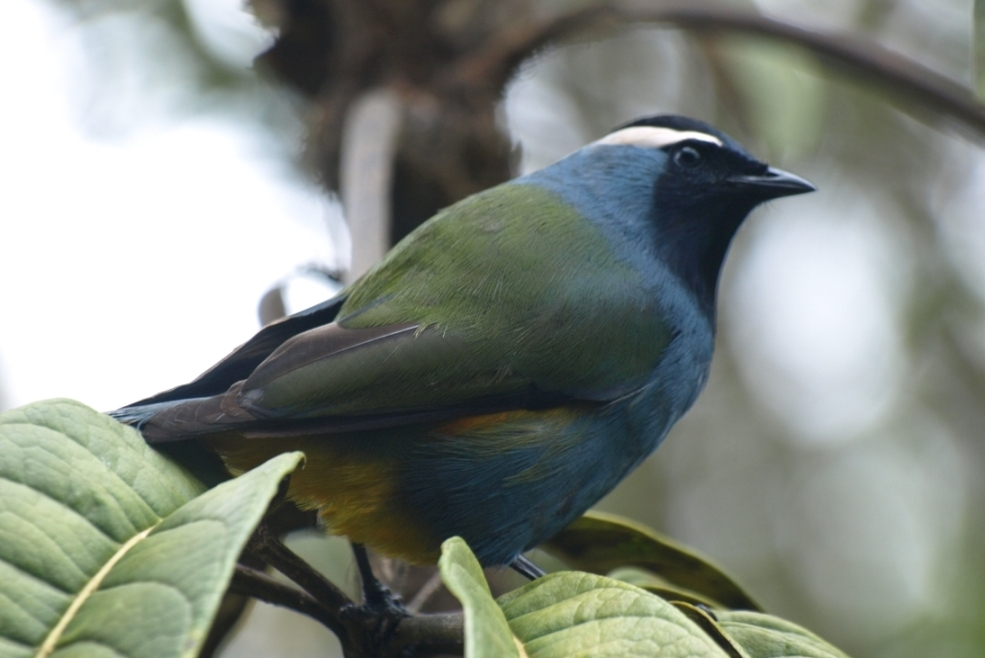
آكل التوت المتوج

## التصنيف

### التصنيف الخارجي
ينتمي طائر آكل التوت إلى رتبة العصغوريات، فصيلة الغرابينات ضمن عائلة الطيور المغردة. لم تلق عائلة الطيور آكلات التوت اهتماما كبيرا في علم تطور السلالات، والوثائق القليلة المتوافرة حول هذا الشأن متناقضة؛ حيث تنسب دراستان هذه العائلة إلى الطيور الصفارية، بينما تظهر دراسة أخرى أكثر حداثة أن العائلة من الأصناف الشقيقة لسوطيات المنقار. نسبت أحدث دراسة عائلة الطيور آكلات التوت إلى كل من فصيلة الصادح وسوطيات المنقار.

### التصنيف الداخلي
تنقسم عائلة الطور آكلة التوت إلى نوعين:
- آكل التوت أصفر اللون، وليس لهذا النوع أنواع فرعية أخرى
- آكل التوت المتوج، وينتمي لهذا النوع أربعة أنواع أخرى فرعية.

## التغذية
يتغذى طائر آكل التوت الملون كما يوحي اسمه على الفاكهة صغيرة الحجم، خاصة التوت. يتغذى آكل التوت أصفر اللون أيضا على الأزهار والبراعم، كما يتغذى آكل التوت المتوج على الحشرات وبعض اللافقاريات الأخرى الصغيرة.